# When We All Fall Asleep, Where Do We Go?
When We All Fall Asleep, Where Do We Go? (en español: «Cuando todos nos dormimos, ¿a dónde vamos?»; estilizado en mayúsculas) es el álbum de estudio debut de la cantante y compositora estadounidense Billie Eilish. Fue lanzado el 29 de marzo de 2019 por Darkroom e Interscope Records en los Estados Unidos y Polydor Records en el Reino Unido. Eilish, que tenía 15 años cuando comenzó a hacer el álbum que, escribió en gran parte el álbum con su hermano Finneas O'Connell, quien lo produjo en su pequeño estudio en Highland Park, Los Ángeles. También se lanzó un vinilo verde que brilla en la oscuridad exclusivo de Target.
Musicalmente, When We All Fall Asleep, Where Do We Go? es un disco de pop, electropop, avant-pop y art pop, aunque también presenta influencias del hip hop y la música industrial. Sus canciones exploran temas como la juventud moderna, la drogadicción, el desamor, el suicidio y la salud mental, con sensibilidades líricas de humor y horror. El título del álbum proviene de una línea de la canción «Bury a Friend». Eilish dijo que el álbum se inspiró en parte en sueños lúcidos y terrores nocturnos, que se reflejan en la foto de portada.
El álbum se comercializó con el lanzamiento de siete sencillos, cuatro de los cuales recibieron certificaciones multiplatino en los Estados Unidos: «You Should See Me in a Crown», «When the Party's Over», «Bury a Friend» y el éxito mundial «Bad Guy». Eilish también se embarcó en varias giras en apoyo del álbum, incluida la gira When We All Fall Asleep Tour y Where Do We Go? World Tour. Un éxito comercial inmediato, el álbum encabezó las listas de discos en muchos países durante su primera semana de lanzamiento. En junio de 2019, había vendido más de 1,3 millones de copias en los Estados Unidos y se convirtió en el álbum más vendido del año en Canadá, mientras que en el Reino Unido había convertido a Eilish en la solista femenina más joven en llegar al número uno.
Tras su lanzamiento, When We All Fall Asleep, Where Do We Go? recibió elogios universales y fue uno de los álbumes más aclamados del año. Muchos críticos elogiaron el tema, la composición, la cohesión y el estilo vocal de Eilish. En los Premios Grammy de 2020, ganó Álbum del año, Mejor álbum vocal pop y Mejor álbum diseñado, no clásico, mientras que «Bad Guy» ganó Grabación del Año y Canción del año; Finneas también ganó el premio al Productor del año, no clásico. En 2020, el álbum ocupó el puesto 397 en la lista de los «500 mejores álbumes de todos los tiempos de Rolling Stone».

## Promoción

### Sencillos
La canción «You Should See Me in a Crown» se lanzó como el primer sencillo del álbum el 18 de julio de 2018. La pista es una canción electropop influenciada por el trap que presenta el canto de Eilish sobre sintetizadores a todo volumen.
«When the Party's Over» el segundo sencillo, se estrenó el 17 de octubre de 2018. La canción logró irrumpir en varios listas de éxitos de diferentes países. En Estados Unidos logró entrar en la lista Billboard Hot 100, alcanzando el puesto número 52. Además, entró en el top 10 de listas en países como Australia, Irlanda y Nueva Zelanda.
En enero de 2019, lanzó «Bury a Friend» como el tercer sencillo de su álbum. La canción acaparó popularidad en plataformas de streaming como Spotify, donde logró entrar en el puesto número 2 del Top 50 Global, con más de 4 millones de reproducciones diarias. La canción logró debutar en el puesto 64 de la lista Billboard Hot 100 de Estados Unidos, si bien en su segunda semana logró subir al puesto 14.
El cuarto sencillo del material discográfico «Wish You Were Gay» se publicó el 4 de marzo de 2019. La pista logró colocarse en los diez primeros puestos de siete países, entre ellos Australia, Bélgica, Eslovaquia, Hungría, Irlanda, Nueva Zelanda y República Checa y alcanzó la posición 31 en los Estados Unidos.
El quinto sencillo del álbum «Bad Guy», se lanzó el 29 de marzo de 2019, junto con la publicación del álbum. Consiguió debutar en el top 10 de la lista Billboard Hot 100 de Estados Unidos, siendo el primer sencillo de Eilish que lo logra. Alcanzó el número uno en los Estados Unidos, terminando las 19 semanas de récord de Lil Nas X en el número uno con «Old Town Road». En julio de ese año, estrenó una nueva versión del tema, esta vez un remix en colaboración con el cantante canadiense Justin Bieber.
El 6 de septiembre de 2019, estrenó el sexto sencillo del álbum, «All the Good Girls Go to Hell». Alcanzó el puesto número 46 en el Billboard Hot 100 de EE. UU. Eilish promocionó la canción presentándola en vivo en lugares como el Festival de Música y Artes de Coachella Valley, el Festival de Glastonbury. El 13 de noviembre, estrenó el sencillo «Everything I Wanted».
El 10 de abril de 2020, la canción «Ilomilo» fue enviada a las emisoras de radio como el séptimo sencillo del álbum.

### Gira musical
El 4 de febrero de 2019, a través de su cuenta oficial de Instagram anunció la gira When We All Fall Asleep Tour para la promoción del álbum. En la misma publicación, se anunció que Denzel Curry sería el telonero de los conciertos, mientras que su hermano Finneas O'Connell se uniría a ella en algunos conciertos realizados en Canadá.
Durante la segunda etapa a principios del 2020, la gira fue cancelada por la pandemia del Covid 19

## Recepción

### Comercial
El álbum fue lanzado tanto en plataformas digitales y en físico el 29 de marzo de 2019. En iTunes el álbum logró llegar al número uno en países como Australia, Estados Unidos, Canadá, Irlanda, Nueva Zelanda y Reino Unido.
En la lista Billboard 200 de Estados Unidos el álbum debutó en el número 1, con ventas de más de 330 mil copias en su primera semana, siendo el primer número 1 de Eilish en la lista y el mayor número de ventas que la cantante recibe en menos de una semana, además de ser el tercer álbum con más ventas en una semana por detrás de Thank U, Next (2019) de Ariana Grande y Lover (2019) de Taylor Swift. En su cuarta semana el álbum regresó al puesto número 1, gracias al streaming y ventas digitales, desbancando a la grupo BTS con su álbum Map of the Soul: Persona (2019), además de convertirse en una de las pocas personas que con menos 21 consigue regresar al número 1. En Canadá, el álbum debutó también en el número 1 gracias  a las grandes cifras de streaming que recibió. Esto también impulsó a su extended play Don't Smile at Me (2017) entrar al listado en el puesto número 13.
En México el álbum logró un éxito considerable debutando en los cinco primeros lugares de la lista AMPROFON, logrando ser doble platino por 120 mil copias vendidas, además de un éxito en certificaciones de sencillos, con «Bad Guy» siendo diamante y triple platino, «Bury a Friend» siendo triple platino, "You Should See Me in a Crown" siendo doble platino, «Wish You Were Gay» siendo platino y «I Love You», «My Strange Addiction» y «All the Good Girls Go to Hell» siendo oro. La suma de estas ventas de canciones y álbumes da a más de 1 millón de grabaciones vendidas en México.

## Lista de canciones
| When We All Fall Asleep, Where Do We Go? |                                 |                                   |                    |          |  |
| N.º                                      | Título                          | Escritor(es)                      | Director(es)       | Duración |  |
| 1.                                       | «!!!!!!»                        | Billie Eilish y Finneas O'Connell | Finneas O'Connell  | 0:14     |  |
| 2.                                       | «Bad Guy»                       | Eilish y O'Connell                | Eilish y O'Connell | 3:14     |  |
| 3.                                       | «Xanny»                         | Eilish y O'Connell                | O'Connell          | 4:04     |  |
| 4.                                       | «You Should See Me in a Crown»  | Eilish y O'Connell                | O'Connell          | 3:01     |  |
| 5.                                       | «All the Good Girls Go to Hell» | Eilish y O'Connell                | O'Connell          | 2:49     |  |
| 6.                                       | «Wish You Were Gay»             | Eilish y O'Connell                | O'Connell          | 3:42     |  |
| 7.                                       | «When the Party's Over»         | O'Connell                         | O'Connell          | 3:16     |  |
| 8.                                       | «8»                             | Eilish y O'Connell                | O'Connell          | 2:53     |  |
| 9.                                       | «My Strange Addiction»          | O'Connell                         | O'Connell          | 3:00     |  |
| 10.                                      | «Bury a Friend»                 | Eilish y O'Connell                | O'Connell          | 3:13     |  |
| 11.                                      | «Ilomilo»                       | Eilish y O'Connell                | O'Connell          | 2:36     |  |
| 12.                                      | «Listen Before I Go»            | Eilish y O'Connell                | O'Connell          | 4:00     |  |
| 13.                                      | «I Love You»                    | Eilish y O'Connell                | O'Connell          | 4:52     |  |
| 14.                                      | «Goodbye»                       | Eilish y O'Connell                | O'Connell          | 1:59     |  |
| 42:48                                    |                                 |                                   |                    |          |  |

| Edición japonesa (bonus tracks) |                     |                    |              |          |  |
| N.º                             | Título              | Escritor(es)       | Director(es) | Duración |  |
| 15.                             | «Come Out and Play» | Eilish y O'Connell | O'Connell    | 3:30     |  |
| 16.                             | «When I Was Older»  | Eilish y O'Connell | O'Connell    | 4:30     |  |
| 50:48                           |                     |                    |              |          |  |

Notas
- Todas las canciones son estilizadas en minúsculas a excepción de «When I Was Older» que es estilizada en mayúsculas.[35]
- «Bury a Friend» contiene coros acreditados del rapero Crooks.[36]
- «My Strange Addiction» contiene un diálogo del capítulo «Threat Level Midnight» de la serie sitcom estadounidense The Office.[37]

## Créditos y personal
- Billie Eilish – Voz, composición y producción adicional en «Bad Guy»
- Finneas O'Connell – Composición y producción
- Rob Kinelski – Mezcla
- John Greenham – Masterización

## Posicionamiento en listas
| Listas (2019)                           | Mejor posición |
| --------------------------------------- | -------------- |
| Alemania (Media Control Charts)         | 3              |
| Australia (ARIA)                        | 1              |
| Austria (Ö3 Austria Top 40)             | 1              |
| Bélgica (Ultratop) Flanders             | 1              |
| Bélgica (Ultratop) Wallonia             | 5              |
| Canadá (Canadians Albums)               | 1              |
| Corea del Sur (Gaon)                    | 24             |
| Dinamarca (Tracklisten)                 | 1              |
| Escocia (Official Charts Company)       | 1              |
| Eslovaquia (ČNS IFPI)                   | 1              |
| España (PROMUSICAE)                     | 2              |
| Estados Unidos (Top Alternative Albums) | 1              |
| Estados Unidos (Billboard 200)          | 1              |
| Estados Unidos (Rolling Stone 200)      | 1              |
| Estonia (IFPI)                          | 1              |
| Francia (SNEP)                          | 7              |
| Finlandia (Suomen virallinen lista)     | 1              |
| Grecia (International Digital Singles)  | 1              |
| Hungría (MAHASZ)                        | 18             |
| Irlanda (IRMA)                          | 1              |
| Italia (FIMI)                           | 3              |
| Japón (Oricon)                          | 41             |
| México (AMPROFON)                       | 5              |
| Noruega (VG-lista)                      | 1              |
| Nueva Zelanda Hot Singles (RMNZ)        | 1              |
| Países Bajos (Album Top 100)            | 1              |
| Polonia (ZPAV)                          | 4              |
| Portugal (AFP)                          | 1              |
| Reino Unido (Official Charts Company)   | 1              |
| República Checa (ČNS IFPI)              | 1              |
| Suecia Heatseeker(Sverigetopplistan)    | 1              |
| Suiza (Schweizer Hitparade)             | 1              |

## Certificaciones
| País           | Organismo certificador | Certificación | Ventas certificadas | Ref.   |
| -------------- | ---------------------- | ------------- | ------------------- | ------ |
| Alemania       | BVMI                   | Oro           | 100 000             | [ 70 ] |
| Australia      | ARIA                   | Platino       | 70 000              | [ 71 ] |
| Austria        | IFPI                   | Oro           | 7 500               | [ 72 ] |
| Bélgica        | BEA                    | Oro           | 15 000              | [ 73 ] |
| Canadá         | Music Canada           | 2x Platino    | 160 000             | [ 74 ] |
| Dinamarca      | IFPI                   | 2x Platino    | 40 000              | [ 75 ] |
| Estados Unidos | RIAA                   | 5x Platino    | 5 000 000           | [ 76 ] |
| Francia        | SNEP                   | Oro           | 50 000              | [ 77 ] |
| Italia         | FIMI                   | Platino       | 50 000              | [ 78 ] |
| México         | AMPROFON               | 2x Platino    | 120 000             | [ 79 ] |
| Nueva Zelanda  | RIANZ                  | 2x Platino    | 30 000              | [ 80 ] |
| Noruega        | IFPI                   | 4x Platino    | 80 000              | [ 81 ] |
| Polonia        | ZPAV                   | Platino       | 20 000              | [ 82 ] |
| Reino Unido    | BPI                    | Platino       | 300 000             | [ 84 ] |

## Premios y nominaciones
| Año  | Premiación               | Categoría                      | Resultado | Ref.   |
| ---- | ------------------------ | ------------------------------ | --------- | ------ |
| 2019 | American Music Awards    | Álbum Pop/Rock Favorito        | Nominado  | [ 85 ] |
| 2019 | Apple Music Awards       | Álbum del Año                  | Ganador   | [ 86 ] |
| 2019 | ARIA Music Awards        | Álbum Internacional del Año    | Ganador   | [ 87 ] |
| 2019 | LOS40 Music Awards       | Mejor Álbum Internacional      | Ganador   | [ 88 ] |
| 2019 | People's Choice Awards   | Mejor Álbum                    | Nominado  | [ 89 ] |
| 2020 | Billboard Music Awards   | Mejor Álbum Billboard 200      | Ganador   | [ 90 ] |
| 2020 | Grammy Awards            | Álbum del Año                  | Ganador   | [ 4 ]  |
| 2020 | Grammy Awards            | Mejor Álbum Vocal de Pop       | Ganador   | [ 4 ]  |
| 2020 | iHeartRadio Music Awards | Álbum Rock Alternativo del Año | Ganador   | [ 91 ] |
| 2020 | Juno Awards              | Álbum Internacional del Año    | Ganador   | [ 92 ] |
| 2020 | NME Awards               | Mejor Álbum                    | Nominado  | [ 93 ] |